# Lunenburg Academy

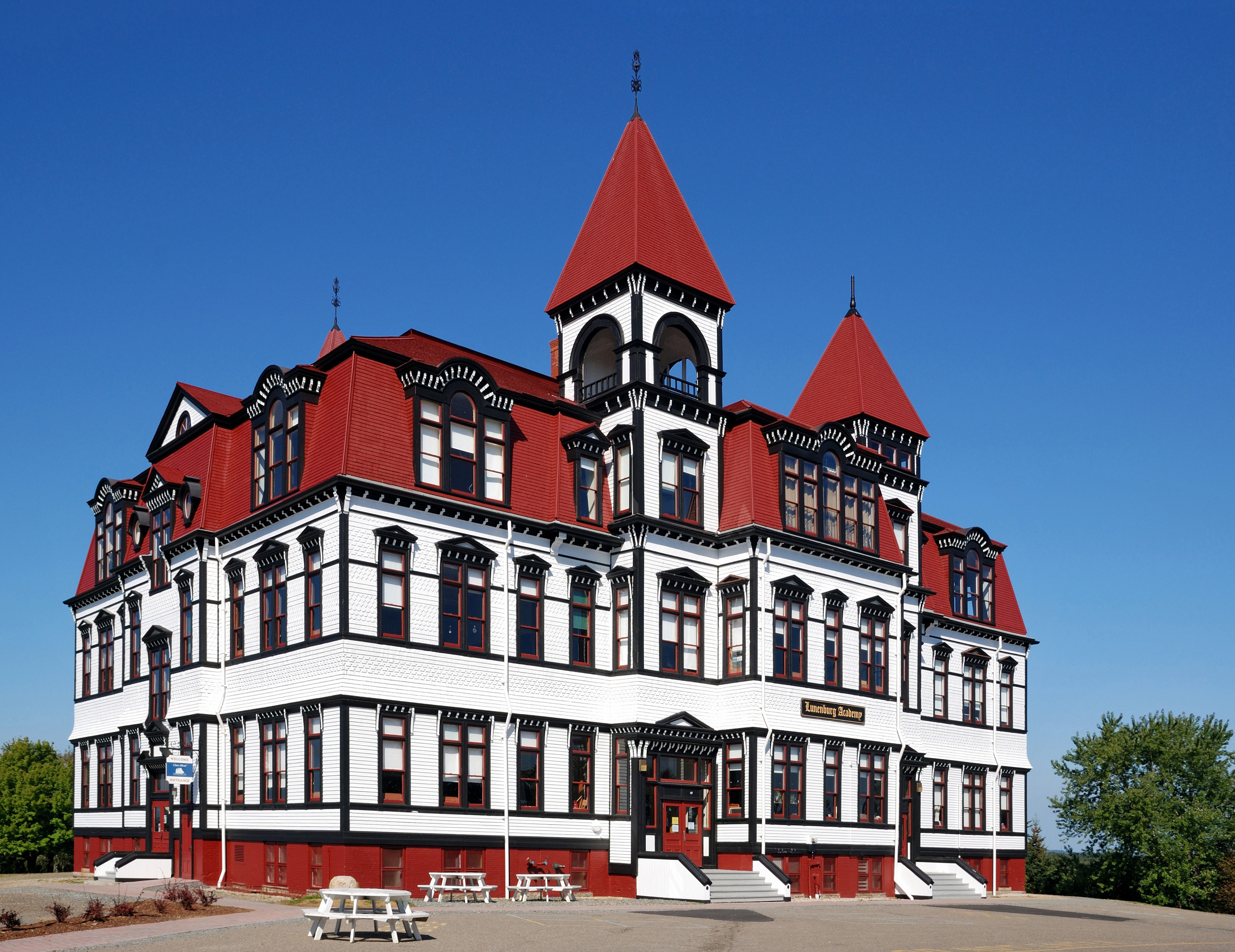
Lunenburg Academy

Lunenburg Academy is een historisch schoolgebouw gelegen in Lunenburg in de Canadese provincie Nova Scotia. Op 20 maart 1984 kreeg het de status van provinciaal erfgoed zijnde van nationaal en architectonisch belang. Het gebouw is het enige nog geheel intacte negentiende-eeuwse schoolgebouw in Nova Scotia. Het schoolgebouw staat op de top van de Gallows Hill.
De school werd gebouwd in 1894–1895 nadat de vorige school van Lunenburg in 1893 door brand was verwoest. De bouw werd verzorgd door de Oxford Furniture Company. Nadat deze in 1895 echter failliet ging, werd het werk voltooid door een lokale bouwer genaamd Solomon Morash. De officiële opening was op 7 november 1895. Het gebouw is geheel vervaardigd uit hout, telt twee verdiepingen, twaalf klaslokalen, een bibliotheek en een laboratorium.
Tot 1965 was de school een combinatie van basisschool en onderbouw van middelbare school. Tot in 2012 was het enkel nog een basisschool. Sinds 2019 zijn in het gebouw een muziekschool en bibliotheek gevestigd.